# Deus absconditus
Il Deus absconditus (dal latino "Dio nascosto") è un tema citato in un passo della Bibbia, precisamente nel Libro di Isaia (45, 15): 
| Biblia Hebraica Stuttgartensia        | Septuaginta                                                  | Vulgata Clementina                                     | Bibbia CEI                                                      | Nuova Diodati                                                             |
| ------------------------------------- | ------------------------------------------------------------ | ------------------------------------------------------ | --------------------------------------------------------------- | ------------------------------------------------------------------------- |
| 15 אָכֵ֕ן אַתָּ֖ה אֵ֣ל מִסְתַּתֵּ֑ר אֱלֹהֵ֥י יִשְׂרָאֵ֖ל מֹושִֽׁיעַ׃ | 15 σὺ γὰρ εἶ θεός, καὶ οὐκ ᾔδειμεν, ὁ θεὸς τοῦ Ισραηλ σωτήρ. | 15 Vere tu es Deus absconditus, Deus Israël, salvator. | 15 Veramente tu sei un Dio nascosto, Dio di Israele, salvatore. | 15 In verità tu sei un Dio che ti nascondi, o DIO d'Israele, o Salvatore. |

Invocando l'incommensurabilità della sapienza di Dio, l'imperscrutabilità del suo volere e l'infinita differenza con le creature (il totalmente Altro, ganz Anderes), questo concetto è centrale sia nelle forme storiche della teologia negativa, sia nella teologia dialettica di Karl Barth.
Il Deus Absconditus è in relazione al tema del libero arbitrio e del circolo ermeneutico fede-ragione. La divinità si manifesta in un modo tale da non violare la libertà dell'uomo, che la fede resti una scelta, non un dato di fatto evidente e inconfutabile per la ragione.

## Nella storia della filosofia
(Blaise Pascal, Pensieri, 596-598)
Nella storia della teologia cristiana e della filosofia occidentale il tema ha assunto rilievo nell'ambito della corrente neoplatonica agostiniana, di ascendenza paolina, in cui il nascondimento e il rivelamento di Dio costituiscono i due aspetti bipolari che convivono in Lui, come luce e tenebra, intelletto e volontà, affermazione e negazione, dimensione personale e impersonale.
Nella scolastica medievale venne ripreso all'interno della scuola francescana da parte soprattutto di Guglielmo d'Ockham, per fordarvi la possibilità della libertà umana, poi dalla mistica speculativa tedesca, e in età umanistica da Niccolò da Cusa.
Fu quindi Lutero nel De servo arbitrio a sviluppare l'idea che è impossibile conoscere il volto nascosto di Dio, difendendo così la dottrina della predestinazione per la quale l'uomo, spinto in direzione della dannazione o della salvezza, può solo umiliarsi davanti a Dio e affidarsi alla sua grazia, non potendo conoscere i suoi piani imperscrutabili.
Il tema del Dio che si nasconde ritorna nel mito di Diana e Atteone rivitalizzato da Giordano Bruno nella sua opera De gli eroici furori..
Viene ripreso quindi da Blaise Pascal, che unendosi all'insegnamento dei giansenisti diffida della capacità della ragione di penetrare i misteri della fede: in tal senso il Deus absconditus è necessario alla fede perché «se Dio si rivelasse continuamente agli uomini, non ci sarebbe merito nel credergli; e se non si scoprisse mai, la fede scarseggerebbe».
Presente anche nella teosofia cristiana di Jacob Bohme, il tema ispirerà in Schelling la concezione di un abisso oscuro in Dio, da cui tuttavia Egli emerge alla luce, evidenziando in Sé la comprensenza di due opposti a cui fanno da contraltare sul piano speculativo la filosofia negativa e quella positiva.
Secondo Heidegger la filosofia greca presocratica indicava la verità con la parola aletheia e in questo modo contrapponeva il suo significato letterale di verità non nascosta, disvelata. Il filosofo italiano Emanuele Severino, consiglia di accostare il termine Episteme a quello di aletheia per comprendere a pieno cosa intendevo gli antichi greci per verità. . Il disvelamento di Heidegger della verità, avviene non tanto nella mitologia politeista (dove si può rintracciare un termine ben diverso che è il Deo ignoto), quanto piuttosto nel Deus absconditus dei popoli monoteisti. 
Lo stesso Heidegger si accosta alla teologia negativa dei mistici neoplatonici per ciò che riguarda il tema della Parusia cristiana, concependo Dio come nascosto ma che si attua al contempo nella storia, «dando» se stesso (o ri-velandosi) attraverso il tempo.